# Nervosa
Nervosa (port.: Zorn) ist eine brasilianische Thrash-Metal-Band aus São Paulo. Die Band steht bei Napalm Records unter Vertrag und hat bislang vier Studioalben veröffentlicht. Alle Bandmitglieder sind Frauen.

## Geschichte

### Gründung undVictim of Yourself

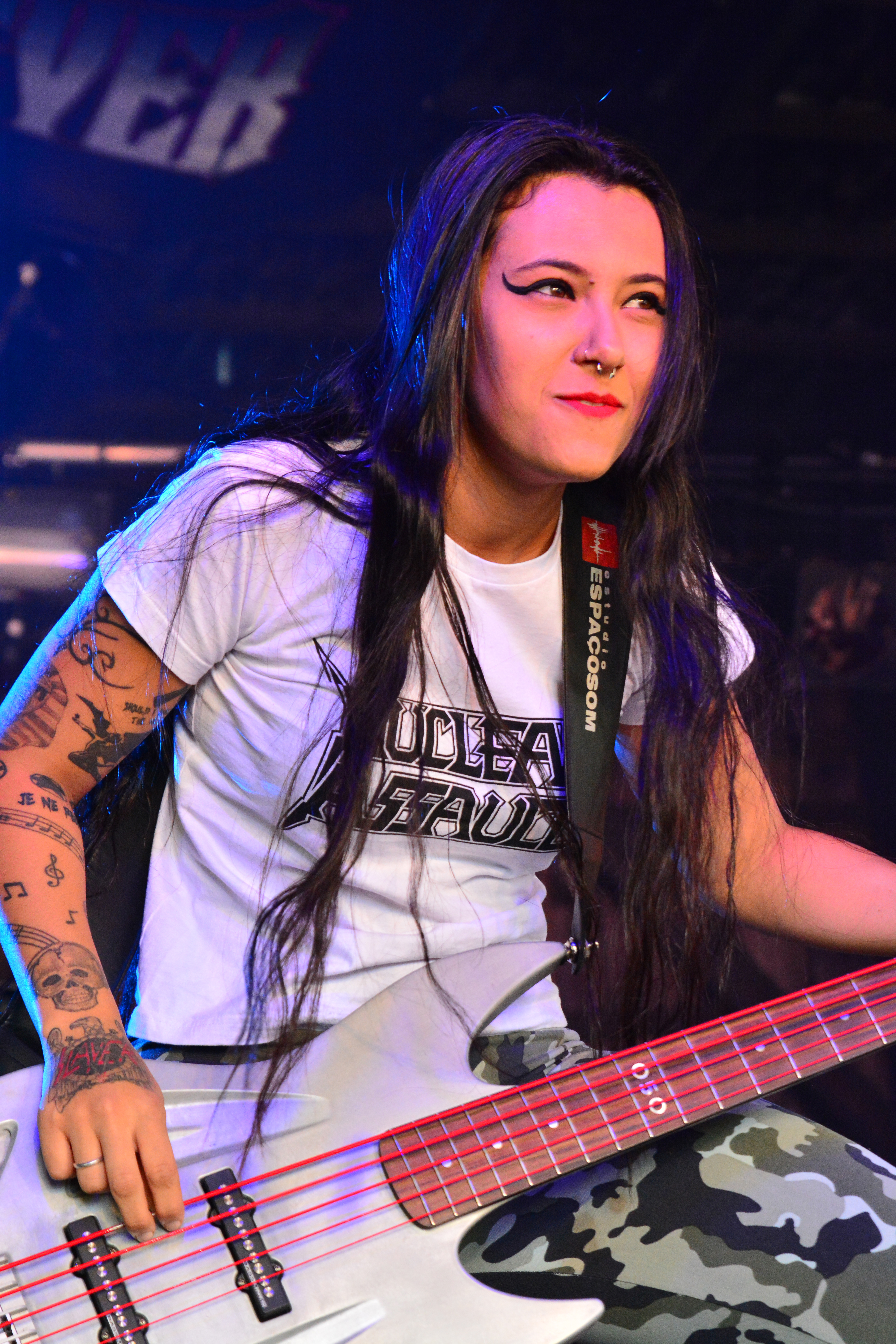
Ehemalige Sängerin Fernanda Lira

Die Band wurde im Jahre 2010 von der Sängerin und Gitarristin Prika Amaral, Karem Ramos (Gitarre) und der Schlagzeugerin Fernanda Terra gegründet. Ein Jahr später kam die Bassistin Fernanda Lira hinzu, während Karen Ramos die Band verließ. Ramos wohnte weit außerhalb von São Paulo und konnte daher nur selten an Bandproben teilnehmen. Die verbliebenen Musikerinnen, die zuvor schon in reinen Frauenbands gespielt haben, beschlossen daraufhin, als Trio weiterzumachen. Im Jahre 2012 veröffentlichte die Band das Demo Time of Death und produzierte für das Lied Masked Betrayer ein Musikvideo. Schlagzeugerin Fernanda Terra verließ kurze Zeit später die Band, wurde zunächst durch Jully Lee und später durch Pitchu Ferraz ersetzt. Im Mai 2012 wurde die Band vom österreichischen Plattenlabel Napalm Records unter Vertrag genommen.
Die Band nahm im Jahre 2013 ihr Debütalbum auf. Produziert wurde Victim of Yourself von Heros Trench und Marcello Pompeu von der brasilianischen Thrash-Metal-Band Korzus. Darüber hinaus spielte die Band zahlreiche Konzerte in Brasilien als Vorgruppe für Exodus, Artillery, Exumer und Raven. Die Veröffentlichung von Victim of Yourself erfolgte am 28. Februar 2014. Es folgte eine ausgedehnte Tournee durch Südamerika. Im Sommer 2015 spielten Nervosa ihre ersten Konzerte in Europa im Vorprogramm von Hirax und traten unter anderem bei den Festivals Summer Breeze und Metaldays auf.

### AgonyundDownfall of Mankind
Die Aufnahmen für das zweite Studioalbum begannen im Januar 2016. Für die Aufnahmen flog die Band in die USA. Produziert wurde das Album von Brendan Duffey, das mischen und mastern übernahm Andy Classen. Im Frühjahr 2016 spielte die Band ihre ersten Konzerte in den USA, bevor am 3. Juni 2016 das zweite Studioalbum Agony veröffentlicht wurde. Einen Monat später verließ Schlagzeugerin Pitchu Ferraz die Band und wird vorübergehend von der Kanadierin Samantha Landa vertreten. Nach Festivalauftritten beim Tuska Open Air Metal Festival im Herbst 2016 folgte eine Europatournee zusammen mit Destruction, Flotsam and Jetsam und Enforcer. Im März 2017 stellte die Band Luana Dametto als neue Schlagzeugerin vor. Dametto ist neben Nervosa auch bei Apophizys aktiv.
Mit dem Produzenten Martin Furia nahm die Band ab Februar 2018 ihr drittes Studioalbum Downfall of Mankind auf, das am 1. Juni 2018 veröffentlicht wurde. Als Gastmusiker treten João Gordo von der Band Ratos de Porão, Rodrigo Oliveira von der Band Korzus und Michael Gilbert von der Band Flotsam and Jetsam auf. Im April 2020 verließen Fernanda Lira und Luana Dametto die Band und gründeten mit der Gitarristin Sonia Nusselder (Burning Witches) die Gruppe Crypta. Ersetzt wurden die Musikerinnen durch die Sängerin Diva Satanica, die Bassistin Mia Wallace und die Schlagzeugerin Eleni Nota.

### Perpetual Chaos
Erneut arbeitete die Band mit dem Produzenten Martin Furia zusammen und nahm im spanischen Málaga das vierte Studioalbum Perpetual Chaos auf, das am 22. Januar 2021 veröffentlicht wurde. Gastmusiker auf dem Album sind Eric „A.K.“ Knutson von Flotsam and Jetsam sowie Marcel „Schmier“ Schirmer von Destruction.

### Line-up Wechsel 2023
Im Frühjahr 2023 kam es erneut zu einem großen Wechsel in der Bandbesetzung. Nachdem Bassistin Mia Wallace nicht imstande war, mit der Band auf Tour zu gehen, wurde Hel Pyre zunächst als Ersatz für die Bühne angekündigt. Ende März hingegen wurde bekanntgegeben, dass Hel Pyre nun festes Bandmitglied ist. Dazu übernahm Gründerin Prika Amaral auch den Mikrofonposten von Diva Satanica. An der Gitarre wurde Helena Kotina verpflichtet und am Schlagzeug wechselte Michaela Naydenova auf den frühern Platz von Nanu Villalba.

## Stil
Nervosa spielen schnellen, klassischen Thrash Metal. Reinhold Reither vom österreichischen Onlinemagazin Stormbringer verglich das Nervosa-Debütalbum mit den Frühwerken von Kreator (Pleasure to Kill) und Destruction (Infernal Overkill). Darüber hinaus wurden Vergleiche mit Bands wie Slayer, frühen Sepultura, Exodus oder den Suicidal Angels gemacht. In den Texten geht es um gesellschaftliche Probleme in Brasilien wie z. B. Korruption und Politik.

## Bandmitglieder

Nervosa, aktuelle Besetzung live auf den Rock & Metal Day'z 2024 in der Motorsport Arena Oschersleben
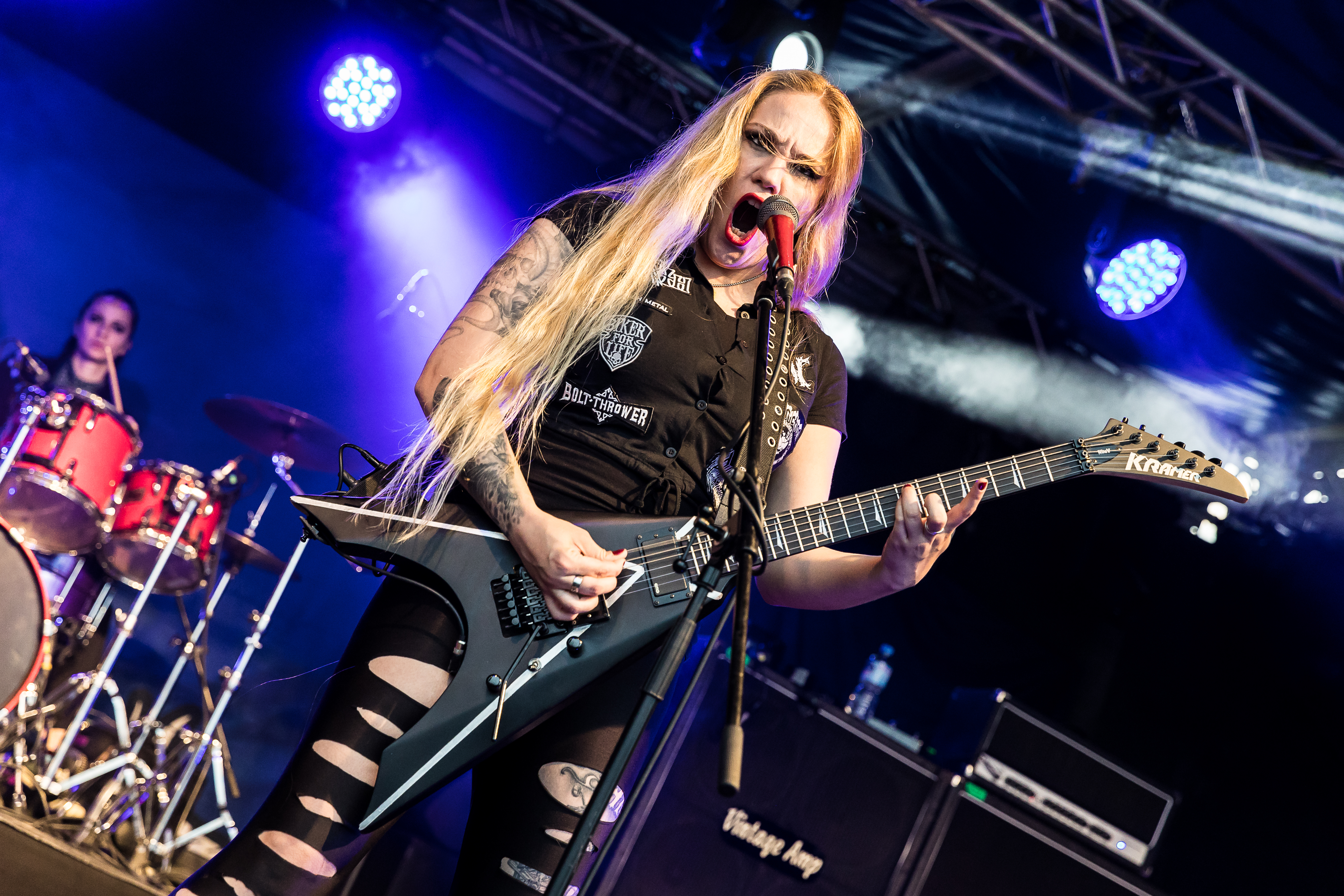
Sängerin und Gitarristin Prika Amaral
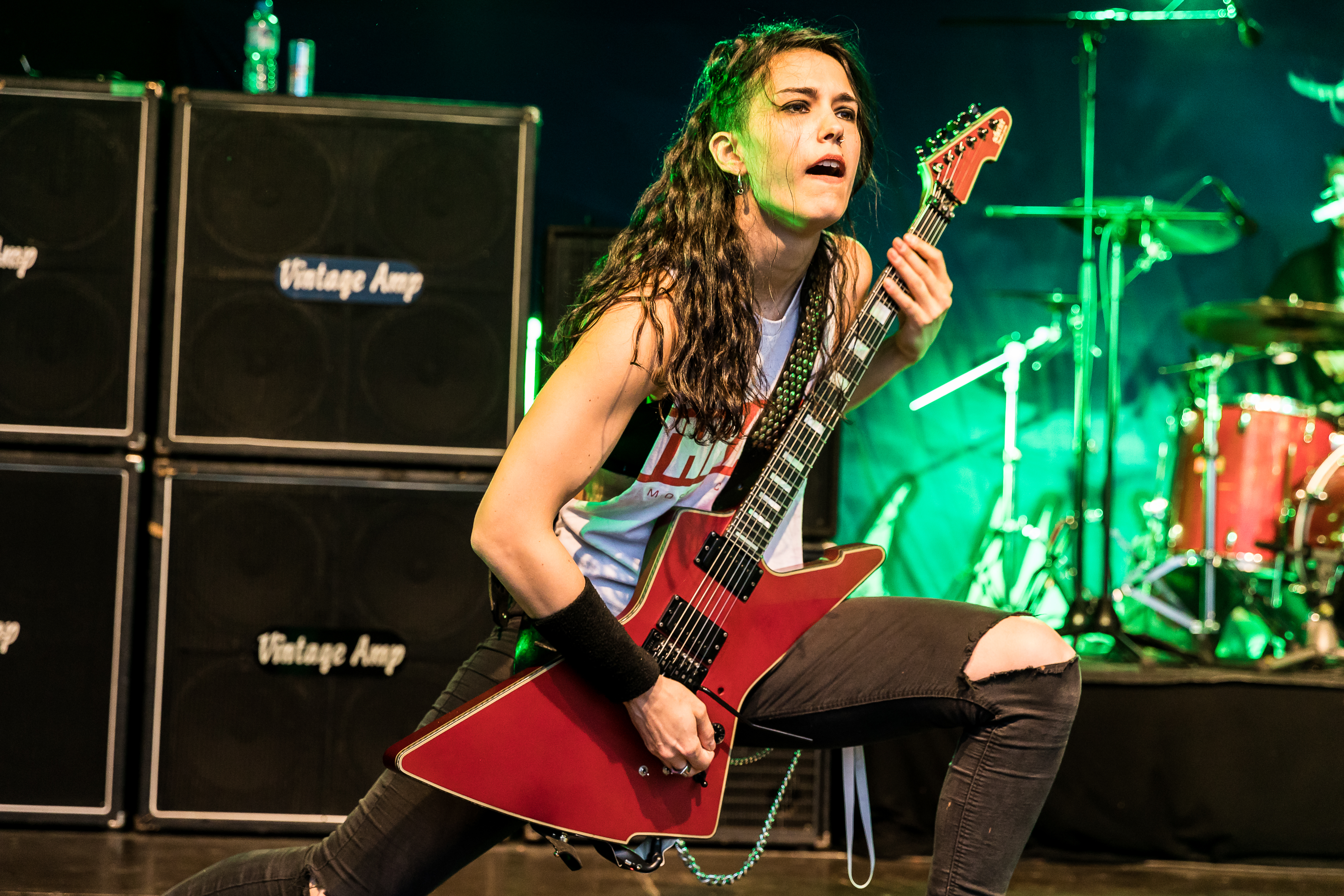
Gitarristin Helena Kotina
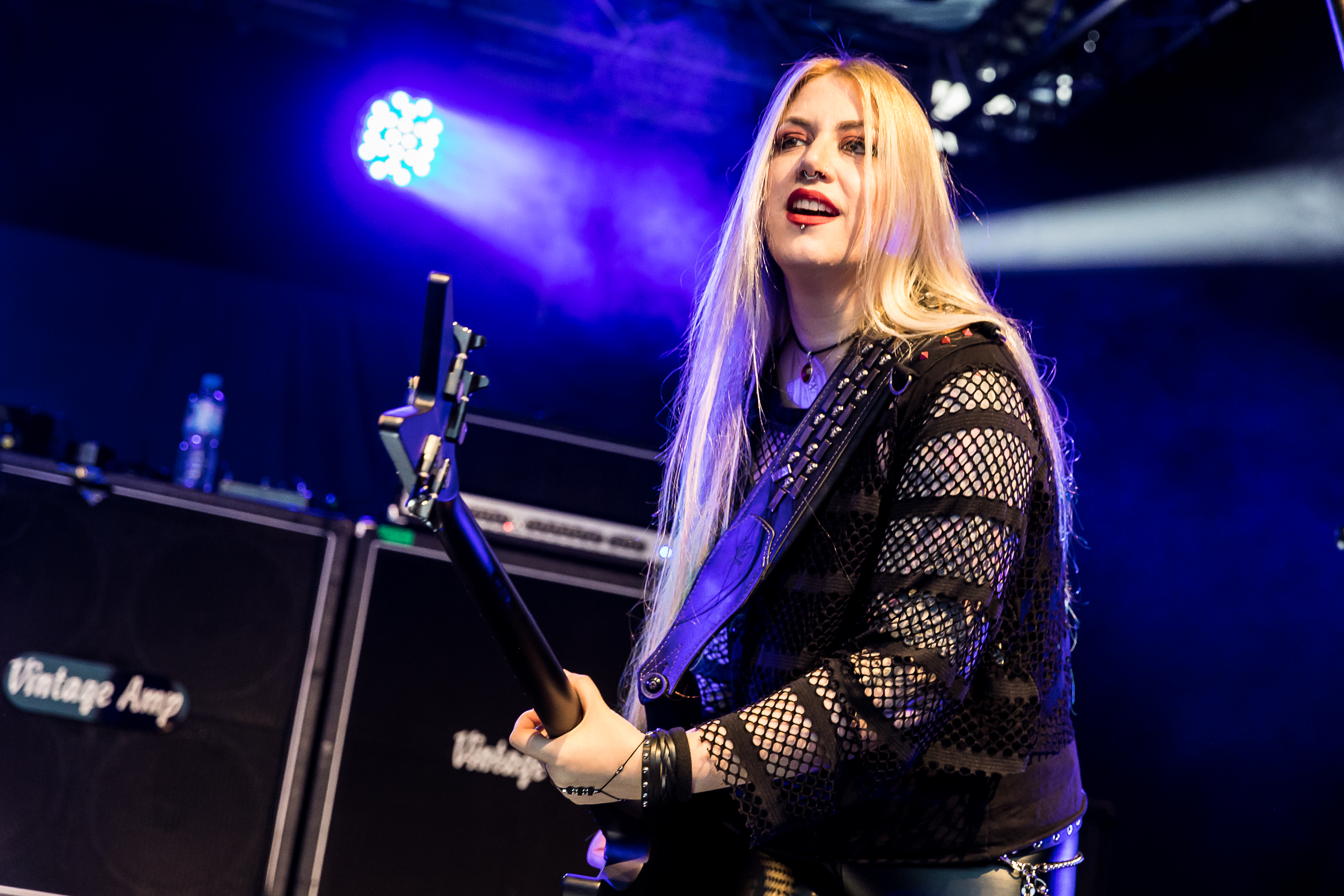
Bassistin Hel Pyre
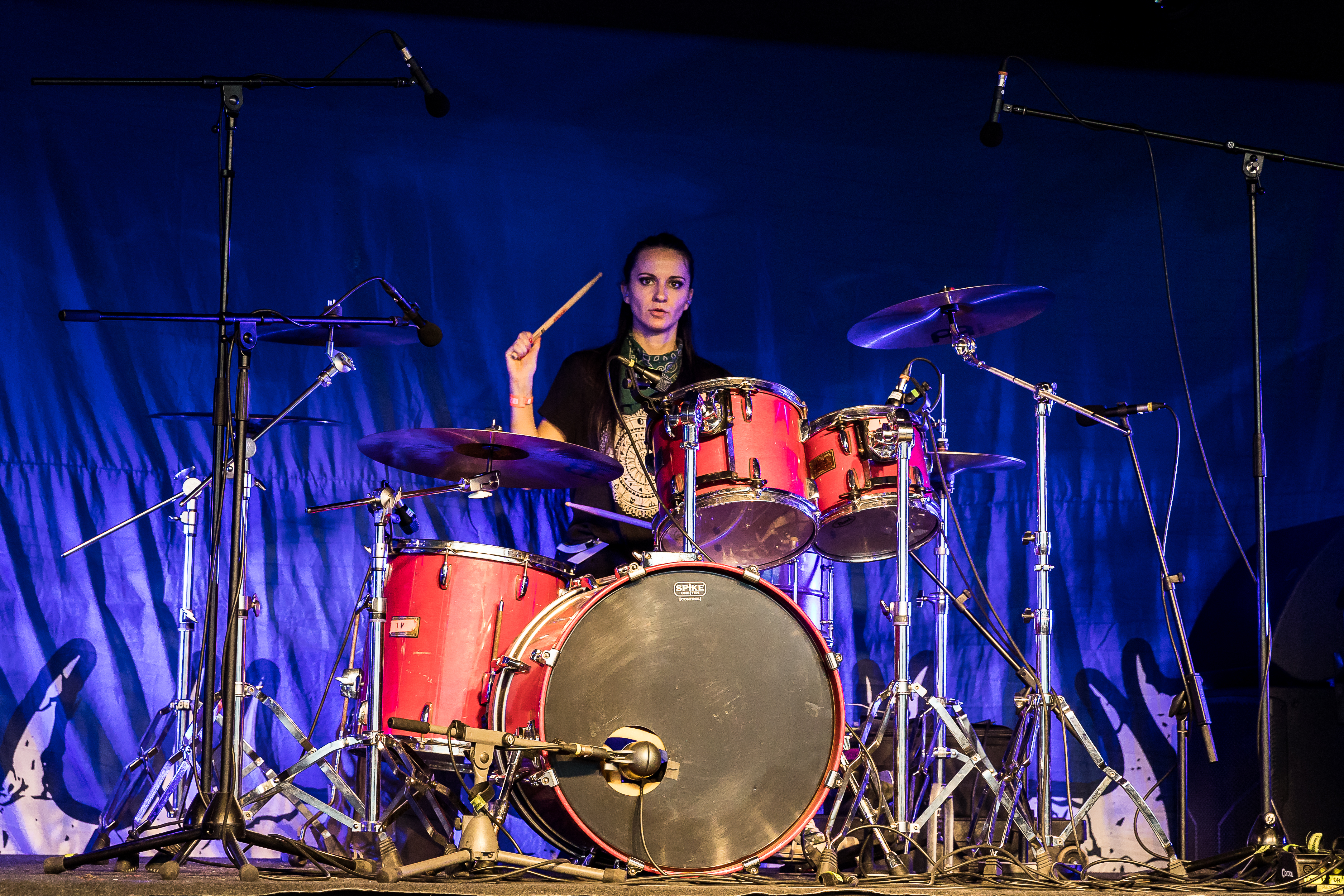
Schlagzeugerin Michaela Naydenova

## Diskografie

### Alben
| Jahr | Titel Musiklabel                   | Höchstplatzierung, Gesamtwochen, AuszeichnungChartplatzierungen (Jahr, Titel, Musiklabel, Platzierungen, Wochen, Auszeichnungen, Anmerkungen) | Höchstplatzierung, Gesamtwochen, AuszeichnungChartplatzierungen (Jahr, Titel, Musiklabel, Platzierungen, Wochen, Auszeichnungen, Anmerkungen) | Anmerkungen                              |
| Jahr | Titel Musiklabel                   | DE | CH | Anmerkungen                              |
| ---- | ---------------------------------- | --- | --- | ---------------------------------------- |
| 2014 | Victim of Yourself Napalm Records  | — | — | Erstveröffentlichung: 18. Februar 2014   |
| 2016 | Agony Napalm Records               | — | — | Erstveröffentlichung: 3. Juni 2016       |
| 2018 | Downfall of Mankind Napalm Records | — | — | Erstveröffentlichung: 1. Juni 2018       |
| 2021 | Perpetual Chaos Napalm Records     | DE18 (1 Wo.)DE | CH20 (1 Wo.)CH | Erstveröffentlichung: 22. Januar 2021    |
| 2023 | Jailbreak Napalm Records           | DE55 (1 Wo.)DE | CH81 (1 Wo.)CH | Erstveröffentlichung: 29. September 2023 |

### Demo
- 2012: Time of Death